# Heinz Awards
Les Heinz Awards sont des distinctions individuelles décernées chaque année par les Heinz Foundations. Chaque année, les Heinz Awards récompensent des personnes exceptionnelles pour leurs contributions novatrices dans cinq domaines : arts et sciences humaines ; environnement ; condition humaine ; politique publique ; technologie, économie et emploi. Le prix est créé en 1993 par Teresa Heinz, présidente des Heinz Foundations, en l'honneur de son défunt mari, le sénateur H. John Heinz III. Le Heinz Award est considéré comme l'un des plus grands prix individuels au monde.
Les cinq lauréats reçoivent chacun un prix sans restriction de 250 000 $ et un médaillon en argent massif. De 2009 à 2011, les prix ont plutôt fait un focus spécial sur l'environnement et ont élargi les prix à 10 personnes, chaque lauréat recevant 100 000 $ et un médaillon. Le médaillon du prix Heinz est à l'effigie du sénateur Heinz avec les mots « Shared Ideals Realized » sur sa face avant, qui est une citation du regretté sénateur Heinz. Au verso du médaillon s'affiche l'image d'un globe terrestre échangé entre deux mains.

## Récipiendaires
(août 2018).
|      | Arts et sciences humaines         | Environnement                 | Condition humaine           | Politique publique      | Technologie, économie et emploi | Médaille du président            |
| ---- | --------------------------------- | ----------------------------- | --------------------------- | ----------------------- | ------------------------------- | -------------------------------- |
| 1995 | Henry Hampton                     | Paul Ehrlich Anne Ehrlich     | Geoffrey Canada             | James Goodby            | Andrew Grove                    |                                  |
| 1996 | Beverly Sills                     | Herbert Needleman             | Marian Wright Edelman       | C. Everett Koop         | William J. Rutter               |                                  |
| 1997 | Rita Dove                         | George Woodwell               | James Comer                 | Ralph Cavanagh          | George Hatsopoulos              | William R. Hewlett David Packard |
| 1998 | John Harbison                     | Amory Lovins                  | Carol Gilligan              | Ernesto Cortes          | Ralph E. Gomory                 |                                  |
| 1999 | Walter Turnbull                   | Florence Robinson Lois Gibbs  | Luis Acosta Frances Lucerna | Daniel Patrick Moynihan | Dean Kamen                      |                                  |
| 2000 | Peter Matthiessen                 | Paul Gorman                   | Robert P. Moses             | Edward Zigler           | Mary Good                       |                                  |
| 2001 | Jacques d'Amboise Arthur Mitchell | James Hansen                  | Aaron Beck                  | John Holdren            | Steve Wozniak                   | Dorothy Height Russell Train     |
| 2002 | Dudley Cocke Rick Lowe            | Jane Lubchenco                | Cushing Dolbeare            | George Lee Butler       | Anita Borg                      | Ruth Patrick                     |
| 2003 | Bernice Johnson Reagon            | Mario Molina John Spengler    | Paul Farmer                 | Geraldine Jensen        | Paul MacCready                  |                                  |
| 2004 | August Wilson                     | Peggy Shepard                 | Robert Butler               | Julius Richmond         | Robert Langer                   | Richard Lugar Sam Nunn           |
| 2005 | Mark di Suvero                    | Jerry Franklin                | Joseph Rogers               | Sidney Drell            | Mildred Dresselhaus             | Richard Goldman                  |
| 2006 | James Nachtwey                    | Paul Anastas                  | William Thomas              | Bruce Katz              | Leroy Hood                      | Elma Holder,                     |
| 2007 | Dave Eggers                       | Bernard Amadei Susan Seacrest | David Heymann               | Donald Berwick          | Hugh Herr                       |                                  |
| 2008 | Ann Hamilton                      | Thomas FitzGerald             | Brenda Krause Eheart        | Robert Greenstein       | Joseph DeRisi,                  |                                  |

### Catégories spéciales
| 15e Heinz Awards with Special Focus on the environnement - 2009                                                                                                  |
| --- |
| - Robert Berkebile - P. Dee Boersma - Christopher Field - Ashok Gadgil, - Chip Giller - Deborah Rice - Joel Salatin - Kirk Smith - Thomas Smith - Beverly Wright |

| 16e Heinz Awards with Special Focus on Global Change - 2010 |
| --- |
| - James Balog - Terrence Collins - Gretchen Daily - Richard Feely - Cary Fowler - Lynn Goldman - Elizabeth Kolbert - Michael Oppenheimer - Daniel Sperling - Frederick vom Saal |

| 17e Heinz Awards with Special Focus on the environnement - 2011 |
| --- |
| - John Luther Adams - Richard Alley - Janine Benyus - Ian Cheney et Curt Ellis - Louis Guillette - Joan Kleypas - Nancy Knowlton - Nancy Rabalais - Sandra Steingraber |